# Sedilo
Sedilo es un municipio italiano situado en la provincia de Oristán, en Cerdeña. Tiene una población estimada, a fines de abril de 2024, de 1931 habitantes.

## Evolución demográfica
| Gráfica de evolución demográfica de Sedilo entre 1861 y 2024 |
|                                                              |
| Fuente: ISTAT - Elaboración gráfica de Wikipedia             |